# Luis Zayas
Luis Enrique Zayas Fernández (Santiago di Cuba, 7 giugno 1997) è un altista cubano, vincitore della medaglia d'oro ai Giochi panamericani di Lima 2019 e di Santiago del Cile 2023.

## Palmarès
| Anno | Manifestazione      | Sede         | Evento        | Risultato | Prestazione | Note                          |
| ---- | ------------------- | ------------ | ------------- | --------- | ----------- | ----------------------------- |
| 2013 | Panamericani U20    | Medellín     | Salto in alto | 9º        | 2,05 m      |                               |
| 2015 | Panamericani U20    | Edmonton     | Salto in alto | Argento   | 2,16 m      |                               |
| 2016 | Mondiali under 20   | Bydgoszcz    | Salto in alto | Oro       | 2,27 m      |                               |
| 2016 | Giochi CAC          | Barranquilla | Salto in alto | 6º        | 2,19 m      |                               |
| 2019 | Giochi panamericani | Lima         | Salto in alto | Oro       | 2,30 m      | Miglior prestazione personale |
| 2019 | Mondiali            | Doha         | Salto in alto | 5º        | 2,30 m      | Miglior prestazione personale |
| 2021 | Giochi olimpici     | Tokyo        | Salto in alto | 26º (q)   | 2,17 m      |                               |
| 2022 | Mondiali            | Eugene       | Salto in alto | 6º        | 2,27 m      |                               |
| 2022 | Campionati NACAC    | Freeport     | Salto in alto | Oro       | 2,25 m      |                               |
| 2023 | Giochi CAC          | San Salvador | Salto in alto | Argento   | 2,25 m      |                               |
| 2023 | Mondiali            | Budapest     | Salto in alto | 4°        | 2,33 m      | Miglior prestazione personale |
| 2023 | Giochi panamericani | Santiago     | Salto in alto | Oro       | 2,27 m      |                               |
| 2024 | Giochi olimpici     | Parigi       | Salto in alto | 14º (q)   | 2,24 m      |                               |